# He Loves to Fly and He D’ohs
«He Loves to Fly and He D’ohs» (рус. Он любит летать, и он провалился), или «He Loves to Fly» (рус. Он любит летать) — премьерный эпизод девятнадцатого сезона мультсериала «Симпсоны», премьера которого состоялась 23 сентября 2007 года в США на телеканале «Fox».

## Сюжет
Во время похода по магазинам в Спрингфилдский универмаг, мистер Бёрнс находит пенни в фонтане с водой, тянется к нему, чтобы схватить его, и падает внутрь. Стремительная вода почти топит его, но появляется Гомер и тянет его из воды, спасая жизнь мистеру Бёрнсу. Чтобы вознаградить его, Бёрнс предлагает пригласить Гомера на ужин.
Гомер говорит, что ему нравится чикагская пицца, поэтому мистер Бернс отвезет его в Чикаго на своем частном самолёте. В самолёте к Гомеру обращаются с роскошью. Гомер проводит время в Чикаго, но на обратном пути он впадает в депрессию, потому что это счастье недолго. Гомер рассказывает Мардж, что он устал быть обычным человеком. Мардж, сочувствуя супругу, решает помочь и нанимает ему личного тренера по имени Колби Краус, который поможет осуществить мечту Гомера.
Колби сразу же начинает свое лечение с Гомером, записывая на видео каждое его движение. После нескольких дней наблюдения за повседневными привычками Гомера, Колби понимает, что единственное, в чем Гомер хорош и чем он любит заниматься — это боулинг. Он советует Гомеру носить ботинки для боулинга везде, куда бы он ни пошёл, чтобы вселить уверенность во всем, что он делает.
Обувь для боулинга работает, Гомер становится новым человеком, и в результате он получает множество новых предложений о работе. Гомер решает пойти на собеседование в «Выбор разнорабочих» только потому, что он должен будет летать на самолёте компании в рамках своей новой работы; однако богатый техасец не нанимает его.
Гомер решает не рассказывать своей семье и делает вид, что ходит на работу каждый день. На следующий день, класс Барта останавливается в «Красти Бургере» после экскурсии, и Барт потрясён, обнаружив, что Гомер сидит в одиночестве. Гомер объясняет Барту, что его собеседование прошло не так хорошо, когда Богатый Техасец, обнаружил, что Гомер ничего не знает о медных трубах. Барт убеждает Гомера рассказать Мардж, что произошло, и Гомер звонит ей из телефона-автомата. Но когда Гомер слышит счастливый голос Мардж, он не может заставить себя разочаровать её и рассказать ей правду о своей «новой» работе. Он придумывает историю о том, что ему пришлось лететь на «служебном» самолёте по работе, и приказывает Мардж встретить его в аэропорту через час. Гомер платит морскому пехотинцу за то, чтобы тот поднял его в воздух, чтобы в роскоше он мог сказать правду Мардж в воздухе, чтобы она менее расстроилась.
Когда Гомер собирается сказать ей правду, самолёт терпит турбулентность. Гомер и Мардж направляются в кабину пилота, и обнаруживают, что пилот потерял сознание. Гомер отталкивает пилота и берет штурвал самолёта. Когда самолёт падает в океан, Мардж достаёт свой телефон, звонит Колби Краусу и отчаянно просит его совета. Благодаря мотивации Колби Гомеру удается благополучно посадить самолёт на землю, однако его попытка вырулить обратно к терминалу терпит неудачу, и самолёт падает в океан. После тспасение Гомер объясняет Мардж, что полёты на частных самолетах просто слишком опасны и что он планирует вернуться к работе на электростанции.

## Культурные отсылки
- Название эпизода пародирует слоган авиакомпании Delta Air Lines, «We love to fly and it shows» (с англ. — «Мы любим летать и показываем это»).

## Интересные факты
- В заставке обыгрывается Спрингфилд после событий полнометражки.
- В эпизоде звучит «Clair de Lune» Клода Дебюсси.